# Paraphlepsius lobatus
Paraphlepsius lobatus är en insektsart som beskrevs av Henry Fairfield Osborn 1898. Paraphlepsius lobatus ingår i släktet Paraphlepsius och familjen dvärgstritar. Inga underarter finns listade i Catalogue of Life.